# Comté de Mesa
Pour les articles homonymes, voir Mesa.
Le comté de Mesa est un comté du Colorado. Son siège est Grand Junction.
Créé en 1883, le comté doit son nom aux mesas de la région.
Outre Grand Junction, les municipalités du comté sont Collbran, De Beque, Fruita et Palisade.

## Démographie
| 1890  | 1900  | 1910   | 1920   | 1930   | 1940   |
| ----- | ----- | ------ | ------ | ------ | ------ |
| 4 260 | 9 267 | 22 197 | 22 281 | 25 908 | 33 791 |

| 1950   | 1960   | 1970   | 1980   | 1990   | 2000    |
| ------ | ------ | ------ | ------ | ------ | ------- |
| 38 794 | 50 715 | 54 734 | 81 530 | 93 145 | 116 255 |

| 2010    | - | - | - | - | - |
| ------- | - | - | - | - | - |
| 146 723 | - | - | - | - | - |

## Photos

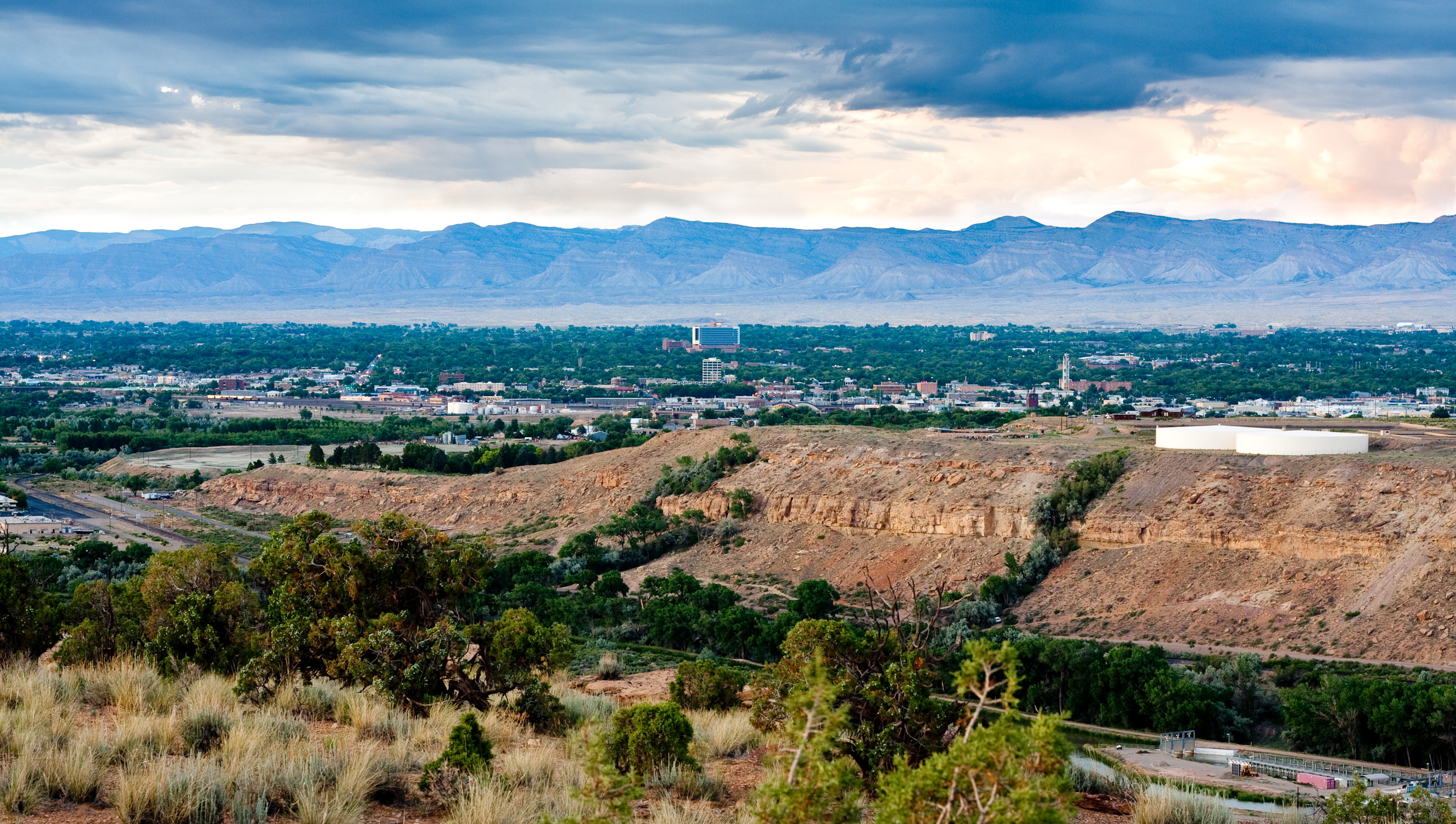
Vue de Grand Junction.
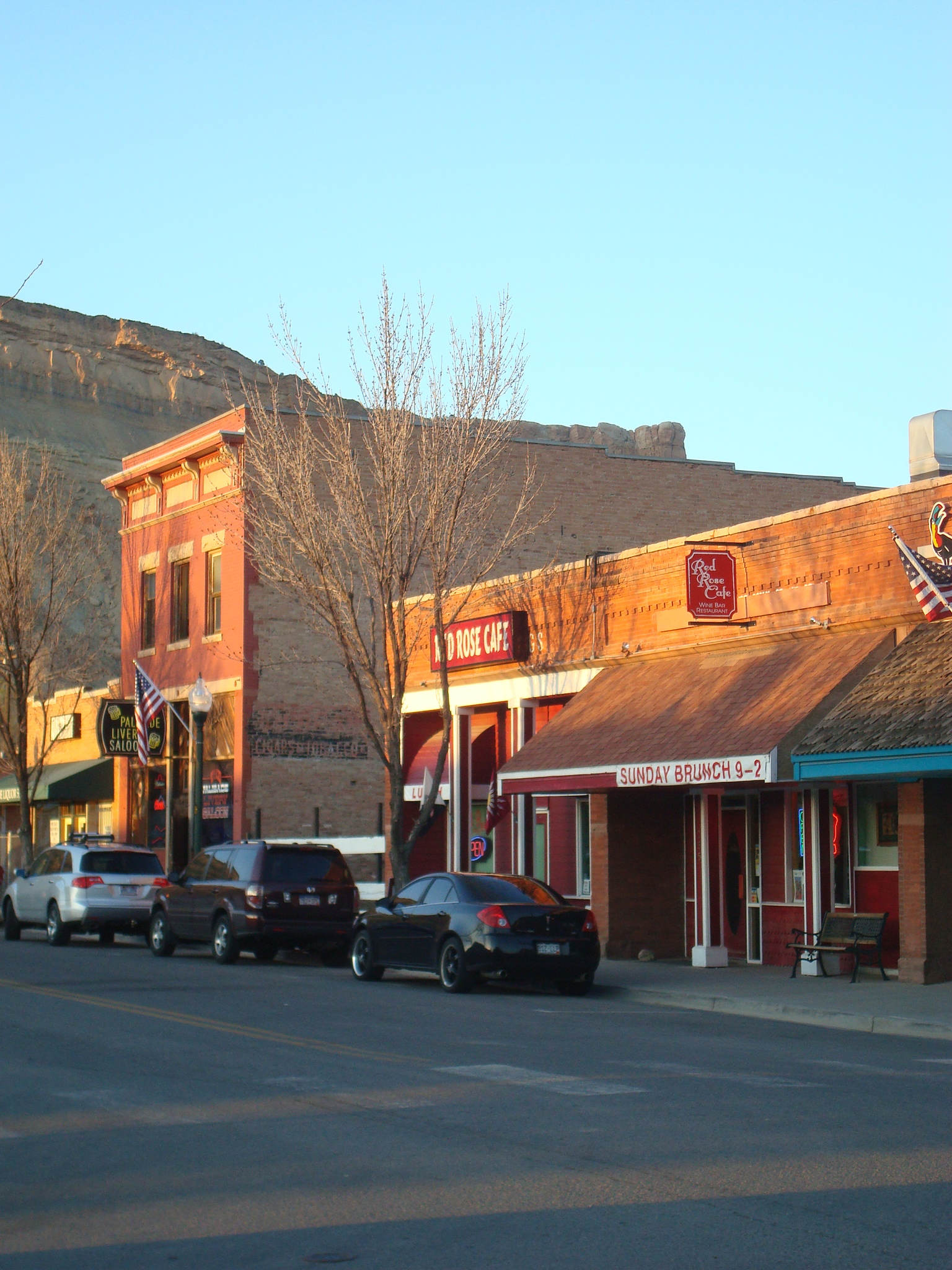
Grande rue de Palisade.
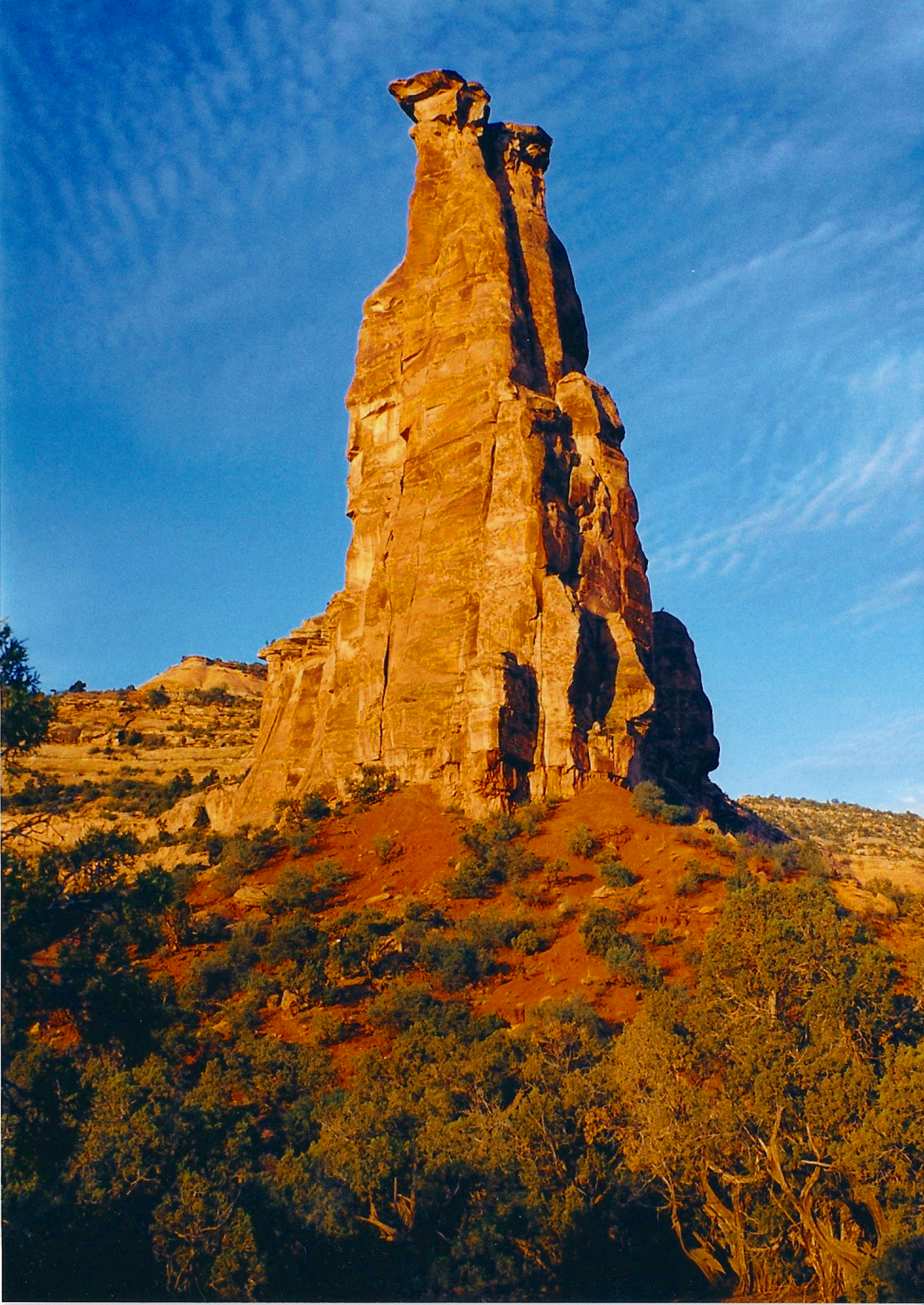
La formation rocheuse Independence Monument 1 749 m).
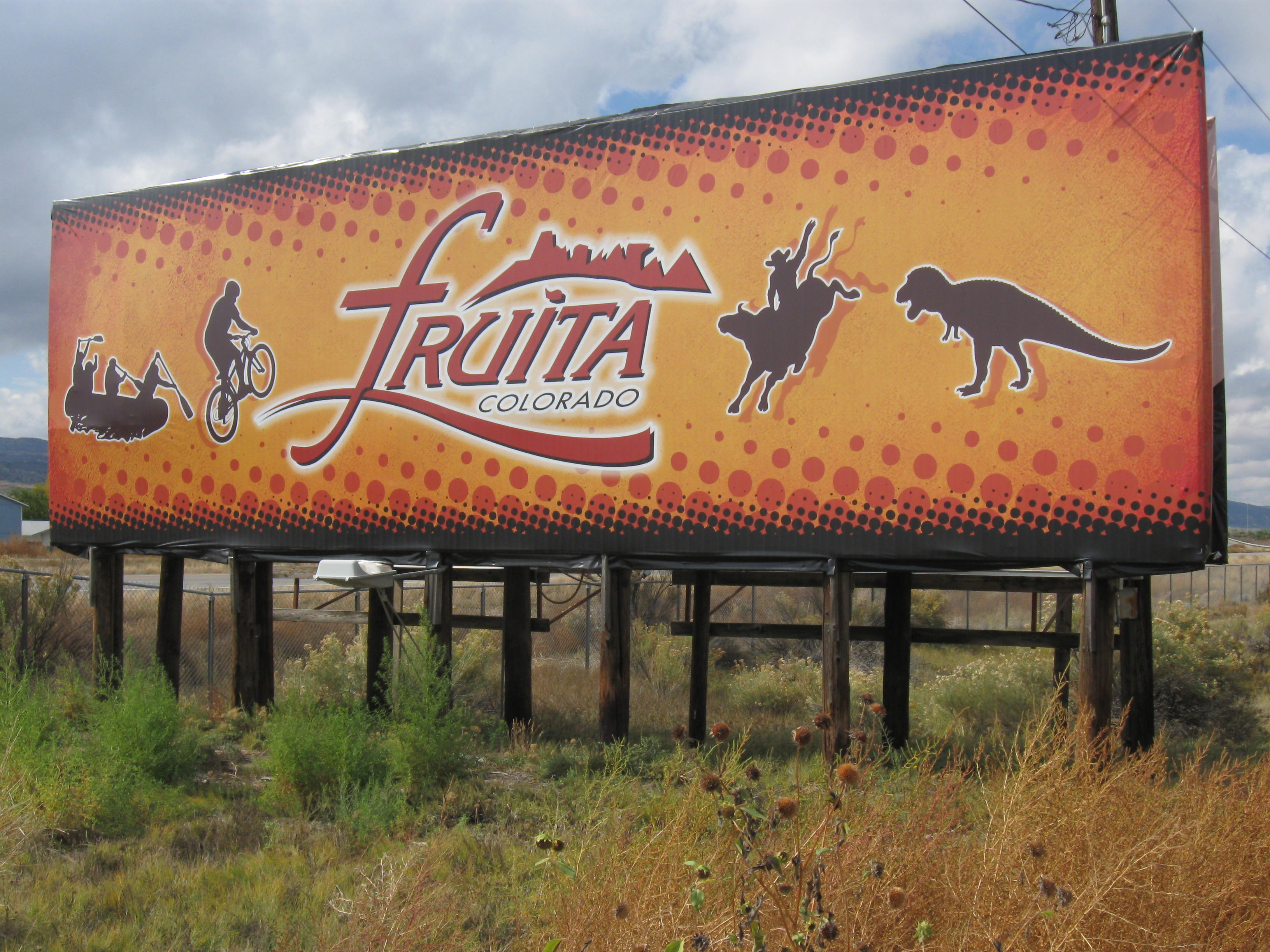
Arrivée à Fruita.
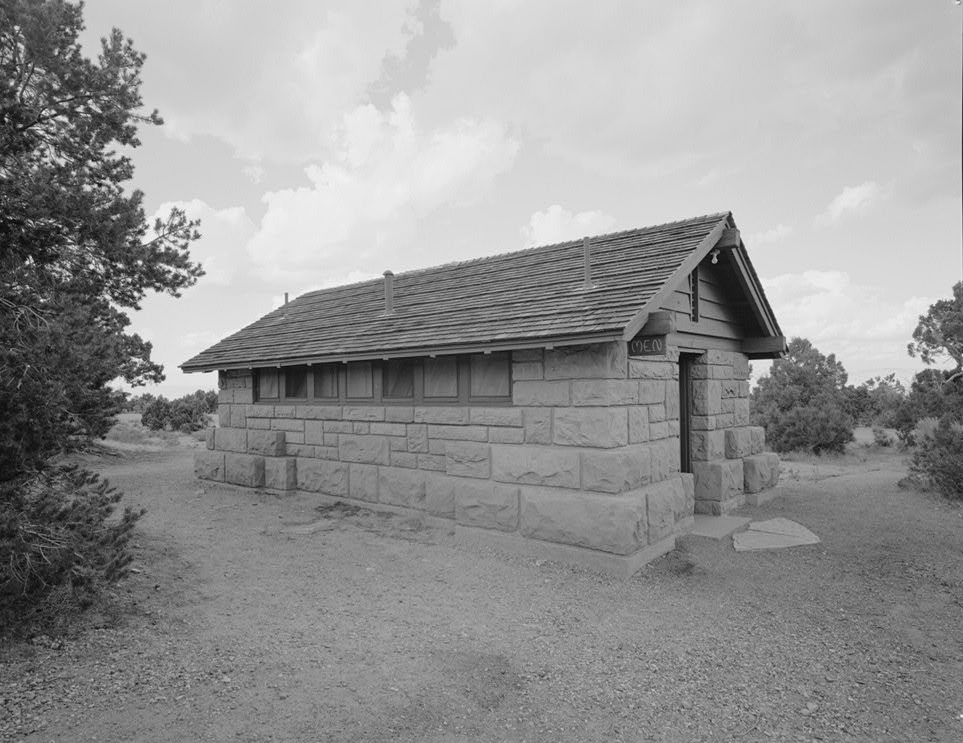
Saddlehorn Comfort Station.
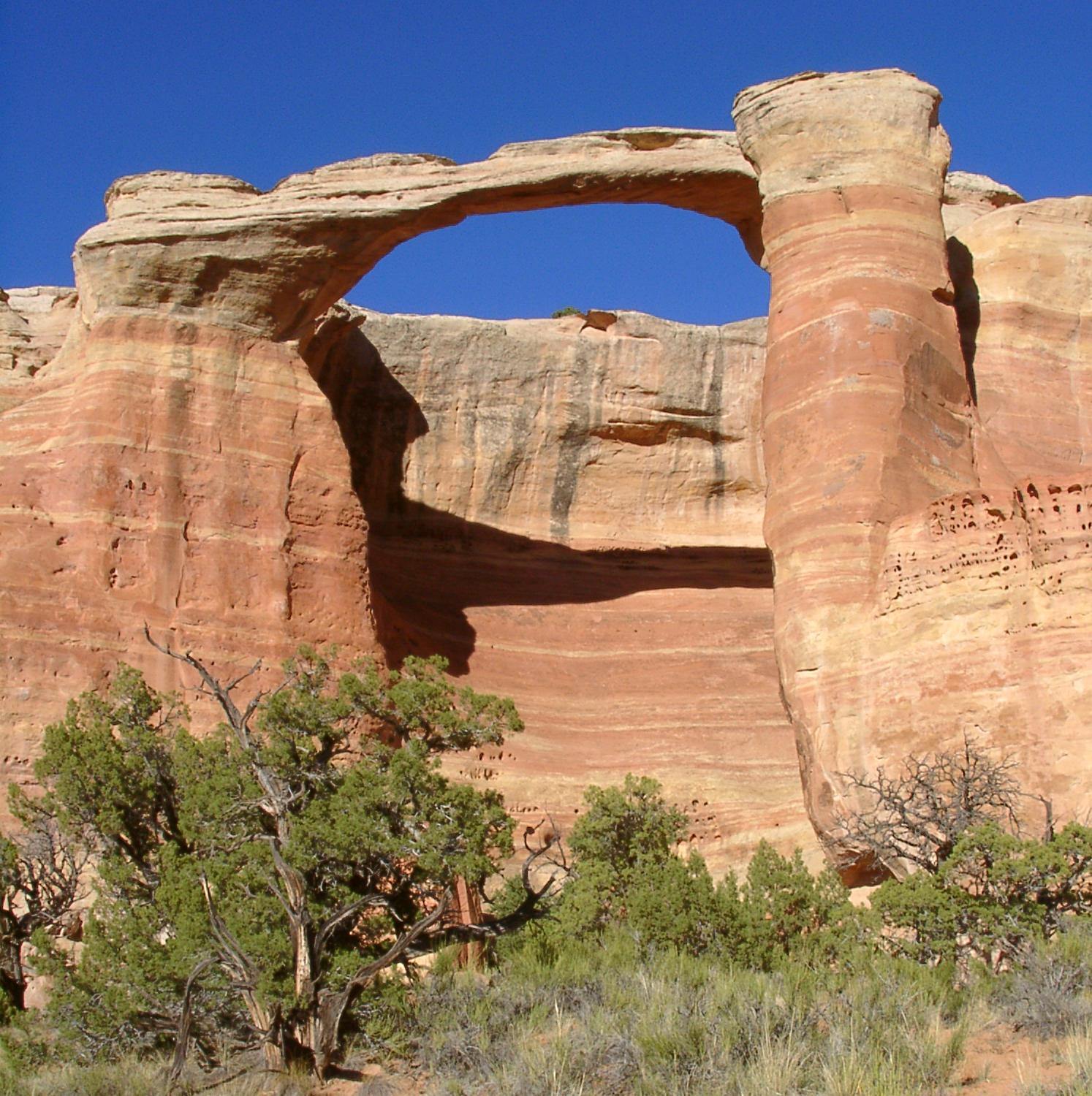
East Rim Arch, dans le Rattlesnake Canyon.
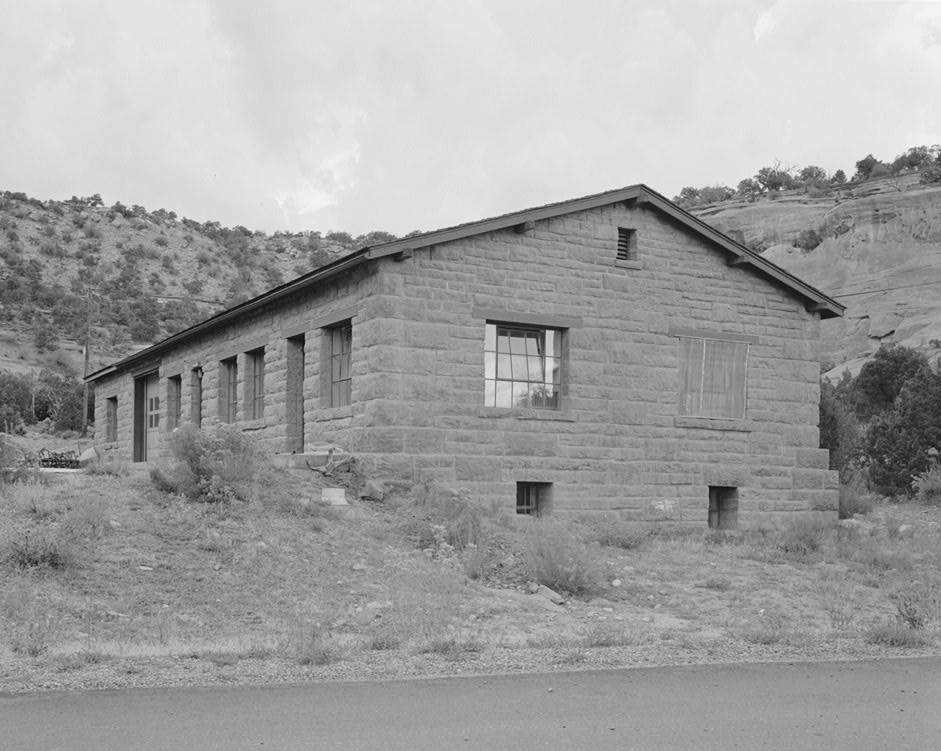
Entrepôt du district historique de Saddlehorn Utility Area.